# United Way Worldwide
United Way Worldwide — самая крупная в мире некоммерческая организация, финансируемая за счёт частных пожертвований, представлена в 41 стране мира. Работа организации направлена на улучшение образования, повышение доходов и укрепление здоровья широких слоёв населения. В России United Way с 1993 года представлен фондом «Дорога вместе».

## Цели
В 2008 году были объявлены 3 национальные цели, способствующие общему благу — образование, доход и здоровье:
- Вдвое сократить количество молодых людей, которые бросают школу;
- Вдвое сократить количество рабочих семей, находящихся на грани финансовой нестабильности;
- Увеличение на одну треть процент здоровых молодых людей и взрослых.

## История
В 1887 году в Денвере, штат Колорадо, несколько церковных лидеров — Фрэнсис Якобс, преп. Мирон Рид, Уильям О’Райан, Мартин Харт и раввин Уильям Фридман — основали благотворительную организацию под названием англ. Community Chest, которая координировала сбор и распределение средств для 22 учреждений; уже на следующий год было собрано $21 700. Количество организаций-членов увеличилось с 39 до 353 между 1919 и 1929 годами, и превзошло 1000 к 1948 году. В 1948 году Уолтер Лэйдлоу (англ. Walter C. Laidlaw) объединил Community Chest и другие благотворительные организации Детройта, чтобы сформировать англ. United Foundation. К 1963 году, после нескольких смен названия, было принято название United Way, но не все члены сообщества решили использовать его. После того, как Уолтер Лэйдлоу заболел и оставил свой пост, генеральным директором стал Уильям Эремони (англ. William Aramony), и в 1970 году организация была переименована United Way of America (UWA), и переехала из Нью-Йорка в Александрию, штат Вирджиния в 1971 году.
После отставки Эремони в 1992 году на фоне обвинений в мошенничестве и финансовых махинациях, временным генеральным директором был назван Кеннет Дэм, после Элейн Чао, а с 1997 и до 2001 года Бетти Стэнли Бин. С января 2002 года президентом и главным исполнительным директором является Брайан Галлахер.
В мае 2009 года United Way of America и United Way International были интегрированы в одну глобальную организацию, United Way Worldwide.

## Финансовое положение
В 1997 году United Ways привлёк $3,4 млрд, увеличив доход более чем на $150 млн долл. США (4,7 %), чем в 1996 году.
В 2007 году, согласно рейтингу Philanthropy 400, United Way of America являлась крупнейшей благотворительной организацией в США, с 1285 отделениями и $ 4,2 млрд в виде взносов, 2,2 % больше, чем 2006 году.
Журнал Forbes разместил United Way Worldwide на 1-м месте в списке 50 крупнейших благотворительных организаций США в 2013 году с показателями эффективности фандрайзинга 91 % и общей выручкой 4,26 млрд долларов.